# 草間吉夫
草間 吉夫（くさま よしお、1966年（昭和41年）5月31日 - ）は、日本の政治家。元茨城県高萩市長（2期）。

## 来歴
茨城県高萩市生まれ。母子家庭に生まれ、茨城県立松丘高等学校を卒業するまで児童養護施設で育った。東北福祉大学社会福祉学部社会福祉学科卒業、東北福祉大学大学院修士課程修了後、松下政経塾に入塾（第16期生）した。その後、東北福祉大学や駒澤大学、茨城大学で教鞭を執るかたわら、厚生労働省「児童福祉施設等評価基準検討委員会」委員や厚生労働省監修「児童福祉施設における子どもの権利擁護の手引き」編集・執筆を務める。
2006年2月5日に行われた高萩市長選挙に無所属で出馬。現職の岩倉幹良ら4候補を相手に初当選を果たした。3月2日、市長就任。
2010年、民主党・自民党・公明党の推薦を受けて市長選に出馬。前回戦った岩倉幹良を破り再選。
2014年、高萩市長選挙に出馬せず、2期目の任期満了で退任。2015年、茨城キリスト教大学の兼任講師に就任。
趣味は書道で、表彰状を書く際はその多くを直筆で書いている。

## 著書
- 人は人によって輝く（共著） 致知出版社 （2001年） ISBN 978-4884746018
- ひとりぼっちの私が市長になった！ 講談社 （2006年） ISBN 978-4062136938

## 出演
- ビートたけしのTVタックル（テレビ朝日、2011年2月14日）